# Swisscom
Swisscom AG is de grootste leverancier van telecommunicatie in Zwitserland. Voor vaste telefonie heeft Swisscom feitelijk een monopolie. Swisscom bestaat uit vier afdelingen, voor privéklanten, kleine & middelgrote bedrijven, grote bedrijven en netwerk & informatica. Zwitserland is veruit de belangrijkste markt, gevolgd door Italië met een omzetaandeel van zo'n 23% in 2023.
Het bedrijf ontstond in 1998 na de splitsing van de voormalige Zwitserse PTT in Zwitserse Post en Swisscom.
In 2007 kocht het bedrijf een meerderheidsbelang in het Italiaanse Fastweb voor US$ 5,3 miljard en verkreeg daarmee een tweede thuismarkt. In november 2010 deed het een succesvol bod op de aandelen Fastweb die het nog niet in handen had en werd de beursnotering van Fastweb beëindigd.
In maart 2024 werd bekend dat Swisscom de activiteiten van Vodafone in Italië gaat overnemen voor € 8 miljard. Swisscom gaat de voormalige Vodafone activiteiten samenvoegen met die van dochter Fastweb. Vodafone zal voor een periode van vijf jaar nog diensten verlenen en ontvangt hiervoor een jaarlijkse vergoeding van € 350 miljoen al zal dit bedrag dalen over de jaren. Er moet nog toestemming worden verkregen en beide partijen verwachten de transactie begin 2025 af te ronden.